# Онікієнко Володимир Васильович
Володи́мир Васи́льович Онікі́єнко (Оникієнко) (17 квітня 1923, Краснодар, РРФСР, СРСР — †17 лютого 2013, Київ, Україна) — український вчений-економіст, доктор економічних наук, професор. Заслужений діяч науки і техніки України.

## Життєпис
Народився 17 квітня 1923 р. в м. Краснодарі. Помер 17 лютого 2013 р. в м. Києві. Похований в м. Києві на Берковецькому кладовищі. 
1949 р. закінчив Воронезький державний університет.
1952 р. захистив кандидатську дисертацію в Інституті географії Академії наук СРСР.
До 1961 р. працював у Чернівецькому державному університеті на посаді завідувача катедри «Економічної географії». За ініціативою В. Онікієнка в університеті створено науково-дослідну лабораторію, яку він очолив і яка займалася дослідженнями проблем розвитку продуктивних сил та сфери прикладання праці Карпатських областей України.
Працюючи в Науково-дослідному інституті Держплану України (1961) Онікієнко В. В. створив і очолив перший в Україні відділ «Трудових ресурсів» і започаткував систематичні дослідження механізмів формування і використання трудових ресурсів.
Згодом, працюючи в Раді з вивичення продуктивних сил України НАН України (РВПС НАН України) до 1991 назва інституту; — РВПС України АН УРСР, проф. Онікієнко створює відділ «Регіональних проблем зайнятості і ринку праці» (сучасна назва). Обіймав посади:
- Завідувач Відділом Демографії та трудових ресурсів;
- Завідувач сектором міжвідомчої наукової координаційної, інформаційної діяльності та пошукових досліджень Ради з вивчення продуктивних сил України НАН України.

Проф. Онікієнко і його група науковців розробили методологічні та методичні засади комплексного дослідження регіонально-галузевих проблем зайнятості й використання трудового потенціалу. Вивчали причини, напрями та обсяги міґраційних потоків. Розробили баланси трудових ресурсів для 365 міст України та варіантні територіальні демографічні прогнози. Проф. Онікієнку належить ідея розробки методико-методологічної бази регіональних комплексних соціально-економічних програм підвищення ефективності використання трудових ресурсів «Праця», яка стала прообразом Державної та регіональних Програм зайнятості населення, що почали розроблятися з 1991 року.
1991—1997 рр. заступник директора з наукової роботи Наукового центру зайнятості та ринку праці НАН України і Мінпраці України. У цей період Онікієнко В. В. спрямовує наукову діяльність колективу та чисельних учнів на формування відповідної законодавчо-нормативної бази та розробку методологічних і методичних засад формування ринку праці, зайнятості і соціального захисту населення.
Онікієнко В. В. засновник провідної в Україні наукової школи з проблем народонаселення, зайнятості та соціально орієнтованого ринку праці.
1998 р. обґрунтував ідею створення в Україні програми формування соціально орієнтованого ринку праці, яка отримала розвиток в працях його учнів — докторів наук Володимира Герасимчука, Василя Брича. Один з учнів, Василь Лопух к.е.н., директор адміністрації Наукового Товариства ім. Шевченка в Америці, займається вивченням українського населення в США.
Онікієнко В. В. автор 275 наукових праць, у тому числі 15 монографій, тематика яких охоплює вивчення регіональних проблем розвитку продуктивних сил; територіальної організації і прогнозування населення і трудових ресурсів; зайнятості та рівня життя населення; методології та методики оцінки, прогнозування і регулювання ринку праці.
Під керівництвом проф. Онікієнка захистили докторські праці 12 і кандидатські 24 науковці.
Проф. Онікієнко обіймав посади у видавничих проектах:
- відповідальний редакторо Міжвідомчого наукового збірника «Зайнятість і ринок праці» НАН України і Міністерства праці та соціальної політики України;
- заступник голови редакційної колегії журналу «Демографія та соціально економіка» Інституту демографії та соціальних досліджень імені М. В. Птухи НАН України (ІДСД НАН України),
- член редакційних колегій наукових журналів «Соціальний захист» Міністерства праці та соціальної політики України і «Український соціум: соціологія, політика, економіка».

Член спеціалізованих вчених рад по захисту дисертацій на здобуття наукового ступеня доктора економічних наук при Раді по вивченню продуктивних сил України НАН України та при Інституті демографії і соціальних досліджень імені М. В. Птухи НАН України.

## Відзнаки і нагороди
Орден Великой Отечественной войны І степени

Орден «За заслуги» III степени

Орден Богдана Хмельницького III ступеня
Медалі:

«За отвагу»

«За оборону Ленинграда»

«За оборону Сталинграда»

«За победу над Германией в Великой Отечественной войне 1941—1945 гг.»

«Двадцать лет победы в Великой Отечественной войне 1941—1945 гг.»

«Тридцать лет победы в Великой Отечественной войне 1941—1945 гг.»

«Сорок лет победы в Великой Отечественной войне 1941—1945 гг.»

«Пятьдесят лет победы в Великой Отечественной войне 1941—1945 гг.»

«Жуков Г. К.»

«Шістдесят років визволення України від фашистських загарбників»

«Захиснику Вітчизни»
«Пятьдесят лет Вооруженных Сил СССР»

«Шестьдесят лет Вооруженных Сил СССР»

«Семдесят лет Вооруженных Сил СССР»

«За трудовую доблесть»

«Ветеран праці»

«Заслужений діяч науки і техніки України»
За значний вклад у розвиток економічної науки, підготовку наукових кадрів для розбудови державності України (1993)
Почесною грамотою Кабінету Міністрів України.

Почесною грамотою Міністерства праці та соціальної політики України.

Почесною грамотою Верховною Радою України
за особливі заслуги перед українським народом, активну участь у роботі Організації ветеранів України професор Онікієнко В. В. нагороджений (2007)

## Керівництво дисертантами

### Докторські дисертації
1. Онищенко Владимир Филиппович
 Экономический механизм формирования рациональной занятости: дис. д-ра эконом. наук: 08.00.04 — Размещение производительных сил, экономика районов СССР /НАН Украины, Совет по изучению производительных сил Украины. — К., 1989.
2. Бандур Семен Иванович
Региональные резерви трудосбережения (методологические основы и практика реализации): дис. д-ра эконом. наук: 08.00.04 — Размещение производительных сил, зкономика районов СССР / НАН Украины, Совет по изучению производительных сил Украины. — К., 1991.
3. Либанова Элла Марленовна.
Методология и методика социально-экономической оценки продолжительности жизни и трудовой активности населення регионов Украины: дис. д-ра эконом. наук: 08.00.04 — Размещение производительных сил, экономика районов СССР / НАН Украины, Совет по изучению производительных сил Украины. — К., 1992.
4. Шаленко Маргарита Викторовна.
Развитие территориальной организации трудових ресурсов (теория и практика): дис. д-ра эконом. наук: 08.00.04 — Размещение производительных сил, экономика районов СССР /НАН Украины, Совет по изучению производительных сил Украины. — К., 1992.
5. Купалова Галина Іванівна. 
Ринок робочої сили в аграрному секторі економіки України: дис. д-ра економ, наук : 08.09.02 — Зайнятість та ринок праці /Науково-дослідний центр з проблем зайнятості населення та ринку праці НАН і Мінпраці України. — К., 1995.
6. Иванилов Александр Семенович.
Региональное управление трудовыми ресурсами в условиях формирования рыночных отношений: дис. д-ра эконом. наук: 08.09.02 / Иванилов Александр Семенович; НАН Украины, Научно-исследовательский центр по проблемам занятости населення и рынка труда. — К., 1996.
7. Петрова Ірина Леонідівна.
Сегментація ринку праці та процес його регулювання: дис. д-ра економ, наук: 08.09.01 — Демографія, економіка праці, соціальна економіка і політика /НАН України, Рада по вивченню продуктивних сил України. — К., 1998.
8. Кравченко Ірина Семенівна.
Трудозберігаюча функція зайнятості: дис. д-ра економ, наук: 08.09.01 — Демографія, економіка праці, соціальна економіка і політика /НАН України, Інститут регіональних досліджень. — Львів, 1999.
9. Грішнова Олена Антонівна.
Формування людського капіталу в системі освіти і професійної підго-товки: дис. д-ра економ, наук: 08.09.01 — Демографія, економіка праці, соціальна економіка і політика /НАН України, Рада по вивченню продуктивних сил України. — К., 2002.
10. Герасимчук Володимир Іванович.
Трансформація зайнятості і проблеми соціалізації ринку праці в перехідній економіці: дис. д-ра економ, наук: 08.09.01 — Демографія, економіка праці, соціальна економіка і політика / НАН України, Рада по вивченню продуктивних сил України. — К., 2002.
11. Брич Василь Ярославович.
Трансформація ринку праці та її вплив на життєвий рівень населення (теорія, методологія, тенденції розвитку): дис. д-ра економ, наук: 08.09.01 — Демографія, економіка праці, соціальна економіка і політика /НАН України, Інститут регіональних досліджень — Львів, 2004.
12. Семикіна Марина Валентинівна.
Соціально-економічна мотивація конкурентоспроможності у сфері праці: дис. д-ра економ, наук: 08.09.01 — Демографія, економіка праці, соціальна економіка і політика /НАН України, Інститут демографії та соціальних досліджень. — К., 2005.
13. Гнибіденко Іван Федорович.
Соціально-економічні проблеми зайнятості і соціального захисту населення в аграрному секторі економіки України: дис. д-ра економ, наук : 08.09.01 — Демографія, економіка праці, соціальна економіка і політика / НАН України, Рада по вивченню продуктивних сил України. — К., 2005.

### Кандидатські дисертації
1. Крушельницкая Ярослава Владимировна.
Развитие и размещение легкой промышленности западных областей УССР: дис. канд. зконом. наук: 08.00.04 — Размещение производительных сил, экономика районов СССР /Ин-тут нар. хоз-ва. — К., 1965.
2. Выхованский Владимир Михайлович.
Городские поселення Карпатских областей УССР и проблема раціонального использования их трудових ресурсов. — дис. канд. эконом. наук: 08.00.04 — Размещение производительных сил, экономика районов СССР / Ин-тут нар. хоз-ва. — К., 1966.
3. Терещенко Василий Федорович.
Трудовые ресурси центральних областей Украинской ССР и основнне направлення их рационального использования в народном хозяйстве на период 1966-70 гг.: дис. канд. эконом. наук: 08.00.04 — Размещение производительных сил, экономика районов СССР / Ин-тут нар. хоз-ва. — К., 1966.
4. Янковская Евдокия Андреевна.
Основные вопросы территориального перераспределения трудових ресурсов Украинской ССР и условия их формирования: дис. канд. зконом. наук: 08.00.04 — Размещение производительных сил, экономика районов СССР / Научно-исследовательский экономический ин-тут Госплана УССР — К., 1966.
5. Фере Валентина Аврамовна.
Основные проблемы формирования, распределения и использования трудових ресурсов Юго-Западного зкономического района: дис. канд. зконом. наук: 08.00.07 — Экономика труда / Научно-исследовательский экономический ин-тут Госплана УССР — К., 1968.
6. Янова (Суворова) Инна Петровна.
Трудовые ресурси Северо-Восточных областей УССР и основные направления их рационального использования: дис. канд. эконом. наук: 08.00.07 — Экономика труда / Ин-тут нар. хоз-ва — К., 1970.
7. Диденко Галина Алексеевна.
Трудовые ресурсы городских поселений Южного экономического района: дис. канд. эконом. наук: 08.00.07 — экономика труда / Научно-исследовательский экономический ин-тут Госплана УССР —К., 1972.

1. Белоконь Йван Васильевич.
Проблеми формирования и использования трудових ресурсов в сельском хозяйстве (на примере Южной Степи Украинской ССР): дис. канд. эконом. наук: 08.00.05 — Экономика, организация управлення и планирования сельского хозяйства / АН Украинской ССР, Совет по изучению производительных сил Украинской ССР —К., 1978.
2. Коваленко Йван Якович.
Совершенствование прогнозирования численности и структури населення и трудових ресурсов в условиях создания автоматизированних систем планирования на примере УССР: дис. канд. зконом. наук : 08.00.13 — Математические методи и применение внчислительной техники в экономических исследованиях, планировании и управлений народним хозяйством и его отраслями / Ин-тут нар. хоз-ва — К., 1978.
3. Качан Евгений Петрович.
Проблеми совершенствования территориальной организации трудових ресурсов села (на примере областей Подолья): — дис. канд. зконом. наук: 08.00.04 — Размещение производительных сил, экономика районов СССР /АН Украинской ССР, Совет по изучению производительных сил Украинской ССР — К., 1979.
4. Бандур Семен Иванович.
Проблеми повышения эффективности использования трудовых ресурсов в промышленности регионов (опыт комплексного регионального исследования на материалах УССР): дис. канд. зконом. наук: 08.00.04 — Размещение производительных сил, эко-номика районов СССР /АН Украинской ССР, Совет по изучению производительных сил Украинской ССР — К., 1981.
5. Трубенко Борис Иванович.
Региональные особенности и пути совершенствования территориальной организации трудовых ресурсов (на примере Украинской ССР): дис. канд. эконом. наук: 08.00.04 — Экономика районов СССР, размещение производительных сил СССР / АН Украинской ССР, Совет по изучению производительных сил Украинской ССР — К., 1984.
6. Просуленко Андрей Андреевич.
Региональные проблеми распределения трудових ресурсов и пути его совершенствования на примере Донецкой области дис. канд. эконом. наук: 08.00.04 — Экономика районов СССР, размещение производительных сил СССР / АН Украинской ССР, Совет по изучению производительных сил Украинской ССР — К., 1987.
7. Петрова Татьяна Павловна.
Региональные особенности миграций населення в Украинской ССР: дис. канд. экон. наук: 08.00.04 — Экономика районов СССР, размещение производительных сил СССР /АН Украинской ССР, Совет по изучению производительных сил Украинской ССР — К., 1989.
8. Зарваницкий Виталий Михайлович.
Трудовые ресурси сфери социального обслуживания населення и пути повышения эффективности их использования: дис. канд. экон. наук: 08.00.04 — Экономика районов СССР, размещение производительных сил СССР / АН Украинской ССР, Совет по изучению производительных сил Украинской ССР —К., 1989.
9. Лопух Василий Степанович.
Территориальная организация системи профессионально-технического образования Украинской ССР: дис. канд. эконом. наук: 08.00.04 — Размещение производительных сил, экономика районов СССР / АН Украинской ССР, Совет по изучению производительных сил Украинской ССР — К., 1990.
10. Старцун Тетяна Петрівна.
Стан ринку праці Подільського регіону та шляхи його регулювання [Текст]: дис. канд. екон. наук: 08.09.02 — Зайнятість та ринок праці / НАН України, Науково-дослідний центр з проблем зайнятості населення та ринку праці (НЦ ЗРП) — К., 1996.
11. Герасимчук Володимир Іванович.
Формування ринку праці в умовах трансформації економічної системи України: дис. канд. екон. наук: 08.09.02 — Зайнятість та ринок праці / НАН України, Науково-дослідний центр з проблем зайнятості населення та ринку праці — К., 1996.
12. Богданович Йван Иванович.
Занятость и професиональная ориентация в сфере научной деятельности: дис. канд. зкон. наук: 08.09.02 / Богданович Йван Иванович; НАН Украйни, Научно-исследовательский центр по проблемам занятости населення и рынка труда — К., 1997.
13. Комарова Надежда Николаевна.
Вторичная занятость населення крупних городов Украины: дис. канд. эконом. наук: 08.09.02 / НАН Украйни, Научно-исследовательский центр по проблемам занятости населення и рынка труда — К., 1997.
14. Скомарохова Олена Іванівна.
Соціальна політика та соціальний захист економічно активного населення України: дис. канд. економ, наук: 08.09.01 — Демографія, економіка праці, соціальна економіка і політика / НАН України, Рада по вивченню продуктивних сил України — К., 1998.
15. Львовская Ирина Марковна.
Совершенствование механизма регулирования рынка труда монофункциональных городов Украины: дис. канд. екон. наук: 08.09.01 — Демографія, економіка праці, соціальна економіка і політика / НАН України, Рада по вивченню продуктивних сил України — К., 2001.
16. Жук Інеса Леонідівна.
Праця засуджених в пенітенціарних установах України: проблеми та напрями гуманізації: дис. канд. економ, наук: 08.09.01 — Демографія, економіка праці, соціальна економіка і політика. — Рада по вивченню продуктивних сил України НАН України — К., 2003.
17. Мірошніченко Олексій Валентинович.
Методологічні проблеми удосконалення системи соціального партнерства в Україні: дис. канд. економ, наук: 08.09.01 — Демографія, економіка праці, соціальна економіка і політика. — Харківський державний економічний університет — Харків, 2004.
18. Грінка Тетяна Іванівна.
Ефективність використання робочої сили в харчовій промисловості України: оцінка та напрями підвищення: дис. канд. екон. наук: 08.09.01 — Демографія, економіка праці, соціальна економіка і політика / НАН України, Інститут демографії та соціальних досліджень — К., 2006.
19. Кравчук Олена Ярославівна.
Трансформація ринку праці в контексті забезпечення ефективності розвитку національної економіки: дис. канд. екон. наук: 08.00.07 — Демографія, економіка праці, соціальна економіка і політика / НАН України, Інститут демографії та соціальних досліджень — К., 2008.
20. Бунтова Наталія Василівна.
Кадрове забезпечення готельного господарства України: проблеми та шляхи їх вирішення: дис. канд. економ, наук: 08.00.07 — Демографія, економіка праці, соціальна економіка і політика. — Рада по вивченню продуктивних сил України НАН України — К., 2008
21. Рудаков Олександр Геннадійович.
Нова стратегія ціноутворення вантажних залізничних перевезень в Україні: методологія, проблеми, шляхи вирішення: дис. канд. економ, наук: 08.00.03 — економіка та управління національним господарством / Рада по вивченню продуктивних сил України НАН України — К., 2010.
22. Янишівський Володимир Мирославович.
Інтелектуальний капітал в системі національної економіки України: дис. канд. економ, наук: 08.00.07 — Демографія, економіка праці, соціальна економіка і політика / НАН України, Інститут демографії та соціальних досліджень імені М. В. Птухи —К., 2012.

## Основні публікації

### Питання економічної історії й проблеми розвитку продуктивних сил, 1953—1962
1. Оникиенко В. В. У географов северной Буковини / Известия АН СССР, серия географ. № 2, 1953.
2. Оникиенко В. В. Географические иселедования природы и хозяйства западных областей Украинской ССР / Известия АН СССР, серия географ. № 4, 1965.
3. Оникиенко В. В. Історико-географічний нарис розвитку і розміщення гужового і автогужового транспорту на території сучасної Воронезької області (1856—1917 pp.) / Наукові записки ЧДУ, т. XIII, серія географ. Випуск 1, вид-во Львівського держуніверситету, 1955.
4. Оникиенко В. В. Буковина (історико-географічний нарис) / Наукові записки ЧДУ, т. XXII, серія географ. Випуск 2, вид-во Львівського держуніверситету, 1956.
5. Оникиенко В. В. До питання про зв'язок географічних ландшафтів Чернівецької області з типами сільського господарства / Праці експедиції по комплексному вивченню Карпат і Прикарпаття, ЧДУ, т. III, серія географ, вид-во Львівського держуніверситету, 1956.
6. Оникиенко В. В. До питання про вплив природних умов на роботу автодорожної сітки / Наукові записки ЧДУ, т. XXII, серія географ. Випуск 2, вид-во Львівського університету, 1956.
7. Оникиенко В. В. Экономико-географический очерк Черновицкой об-ласти / Статья «Черновицкая область» в БС9, т. 47, изд. П, М., 1956. В соавторстве.
8. Оникиенко В. В. Сучасне господарство гірських районів Чернівецької області / Географічний збірник, Географічне товариство УРСР, випуск 1, Київ, 1956. У співавторстві.
9. Оникиенко В. В. Історико-географічний нарис розвитку і розміщення автогужового транспорту на території Воронезької області за роки радянської влади (1917—1941 pp.) / Наукові записки ЧДУ, т. XXV, серія географ, випуск 3, вид-во Львівського держуніверситету, 1957.
10. Оникиенко В. В. К экономико-географической характеристике горнокарпатских областей УССР / Тезиси докладов совещания по естественно-историческому районированию УССР для целей сельского хозяйства, Киев, 1957.
11. Оникиенко В. В. Методика підрахунку втрат народного господарства від незадовільного стану дорожньої сітки (на прикладі Воронезької області) / Наукові записки ЧДУ, т. XXV, серія географ. Випуск З, вид-во Львівського держуніверситету, 1957.
12. Оникиенко В. В. Гірські райони Чернівецької області / Праці експедиції комплексного вивчення Карпат і Прикарпаття, серія географічних наук, т. ІУ, вид-во Львівського держуніверситету, 1957. У співавторстві.
13. Оникиенко В. В. Економіко-географічна характеристика сучасного господарства Вашківецького району, Чернівецької області / Праці експедиції комплексного вивчення Карпат і Прикарпаття, серія географічних наук, т. IV, вид-во Львівського держуніверситету, 1957.

1. Некоторые вопросы географии современного хозяйства горных районов Черновицкой области / Научный ежегодник ЧГУ за 1956 г. т. І, випуск 2. В соавторстве.
2. Оникиенко В. В., Чернівці. Економіко-географічний нарис / Вид-во Львівського держуніверситету, 1957. У співавторстві.
3. Оникиенко В. В. Атлас промышленности Станиславского экономического административного района. ДСП. / Совет народного хозяйства Станиславского экономического административного района Черновицкий госуниверситет, Черновцы, 1958.
4. Оникиенко В. В. Деякі питання розвитку продуктивних сил гірськокарпатських областей УРСР / Вісті Чернівецького відділу географічного товариства Союзу РСР. Вип. І. Чернівці, 1958.
5. Оникиенко В. В. Економіко-географічна характеристика сільського господарства Чернівецької області (1940—1955). Монографія / Вид-во Львівського держуніверситету, 1958.
6. Оникиенко В. В. Природные предпосылки для развития сельского хозяйства Закарпатской области УССР / Научный ежегодник ЧГУ за 1957 г., Черновцы, 1958.
7. Оникиенко В. В. Сільськогосподарські райони Чернівецької області / Вісті Чернівецького відділу географічного товариства Союзу РСР. Вип. І. Чернівці, 1958.
8. Оникиенко В. В. Характеристика современного сельского хозяйства Закарпатской области УССР / Ученые записки Черновицкого отдела географического общества Союза ССР, т. І, випуск 1, Воронеж, 1958.
9. Оникиенко В. В. Климатический очерк Карпатских областей УССР / Украинское географическое общество АН УССР, Киев, 1958. В соавторстве.
10. Оникиенко В. В. Нарис з історії розвитку господарства Чернівецької області / Посібник для вчителів географії та історії. Вид-во Львівського держуніверситету, 1958. У співавторстві.
11. Оникиенко В. В. Чернівецька область (економічно-географічний нарис) / Обласне видавництво. Чернівці, 1958. У співавторстві.
12. Оникиенко В. В. Экономико-географическая характеристика Станиславского экономического административного района / Ученые записки Черновицкого отдела географического общества Союза ССР, т. II, Черновцн, 1959.
13. Оникиенко В. В. Некоторые вопросы экономического картирования промышленности карпатских областей УССР / Ученые записки Черновицкого отдела географического общества Союза ССР, т. II, Черновцы, 1959.
14. Оникиенко В. В. К методике промышленного районирования / Научний ежегодник ЧГУ за 1958 г., Черновци, 1960.
15. Оникиенко В. В. Современный промышленный комплекс Станиславской области УССР и перспективы его дальнейшего развития. ДСП / Издание Черновицкого госуниверситета, 1960.
16. Оникиенко В. В. Чернівецька область (географічний нарис)/ Монографія. «Радянська школа», Київ, 1960.
17. Оникиенко В. В. Атлас сельского хозяйства Украинской ССР (рецензия)/ Журнал «Геодезия и картография», № 4, 1960. В соавторстве.
18. Оникиенко В. В. Природа і господарство Станіславської області УРСР. Монографія / Видавництво Чернівецького держуніверситету, Чернівці, 1960. У співавторстві.
19. Оникиенко В. В. Сучасне господарство північно-східних районів Чернівецької області. Економіко-географічна характеристика / Праці по комплексному вивченню Карпат і Прикарпаття. ЧДУ, т. V. Серія географ., м. Чернівці, 1960. У співавторстві.
20. Оникиенко В. В. Современное состояние и основные пути развития лесного хозяйства, лесной и деревообрабатывающей промышленности Станиславского экономического района // Ученые записки Черновицкого отдела географического общества СССР. Т. 2, Черновцы, 1960.
21. Оникиенко В. В. Хозяйственная оценка естественных ресурсов и природних условий карпатских областей УССР. ДСП / Уч. записки Украинского географического общества АН УССР и института Географии Литовской АН. Киев-Вильнюс, 1962.

### Проблеми вивчення населення, трудових ресурсів і зайнятості
1. Оникиенко В. В. Некоторые результаты изучения причин временной незанятости в общественном производстве трудоспособного населення в городах УССР / Вторая межведомственная конференция по изучению природних и трудових ресурсов, размещению промышленности и сельского хозяйства Левобережной Украйни и их использования. Тезиси и доклади ХГУ. Харьков, 1963.
2. Оникиенко В. В. Особенности территориального размещения населення и трудових ресурсов УССР / Сб. «Трудовые ресурсы УССР». НИИ труда ГК CM СССР по вопросам труда и заработной платы. Москва, 1963. В еоавторстве.
3. Оникиенко В. В. О современной занятости сельского населення УССР и потребности сельского хозяйства в трудовых ресурсах на перспективу / Вторая межведомственная конференция по изучению природних и трудових ресурсов, размещению промышленности и сельского хозяйства Левобережной Украины и их использования. Тезисы и доклады ХГУ. Харьков, 1963.
4. Оникиенко В. В. Население и трудовые ресурсы Донецко-Приднепровского экономического района / Республиканский межведомственный научный сборник, серия экономическая география, вып. 1. ХГУ, Харьков, 1964.
5. Оникиенко В. В. Размещение трудовых ресурсов УССР и их использование в ближайшей перспективе / Материалы 1 сьезда Украинского географического общества Изд-во «Наукова думка», Киев, 1964. В соавторстве.
6. Оникиенко В. В. О современной занятости сельского населення УССР и потребности сельского хозяйства в трудовых ресурсах на перспективу/ Сб. «Природные и трудовые ресурсы Левобережной Украйны и их использование». Приложение к Т. 5. (Трудовые ресурси). Изд-во «Недра», Москва, 1965.
7. Оникиенко В. В. Трудовые ресурсы Украинской ССР и основные пути их рационального использования /Республиканский межведомственный научный сборник, серия экономическая география, вып. 5. ХГУ. Харьков, 1965.
8. Онікієнко В. В. Трудові ресурси і основні напрямки поліпшення їх використання / Міжвідомчий науковий збірник «Розміщення продуктивних сил Української РСР» Вип. 1, КДУ, Київ, 1965.
9. Рецензия на книгу А. Н. Лаврищева «Экономическая география СССР» / Республиканский межведомственный научный сборник, серия зкономическая география, Вып. 4. ХГУ. Харьков, 1965. В соавторстве.
10. Оникиенко В. В. Основные причины временной незанятости трудоспособного населення в городах УССР / Сб. «Природные и трудовые ресурсы Левобережной Украйни и их использование». Приложение к Т. б (трудовые ресурсы). «Недра». Москва, 1965.
11. Оникиенко В. В. Некоторые вопросы совергденствования методики составления отчетного и перспективного сводного балансов трудовых ресурсов по республике, области / Сб. «Проблемы использования трудовых ресурсов УССР» т. 2, Издание НИИ труда Госкомитета CM СССР по вопросам труда и заработной платы и Совета по изучению производительных сил УССР Госплана УССР, Москва-Львов, 1966.
12. Оникиенко В. В. Основные пути рационального использования трудовых ресурсов Украинской ССР / Сб. «Проблемы использования трудовых ресурсов УССР» т. 1, Издание НИИ труда Госкомитета CM СССР по вопросам труда и заработной платы и Совета по изучению производительных сил УССР ГоспланаУССР, Москва-Львов, 1966.
13. Оникиенко В. В. Основные направлення рационального использования трудових ресурсов сельской местности Карпатского агропромышденного экономического района на перспективу / Сб. «Проблемы использования трудових ресурсов УССР» т. 2, Издание НИИ труда Госкомитета CM СССР по вопросам труда и заработной платы и Совета по изучению производительных сил УССР Госплана УССР, Москва-Львов, 1966.
14. Оникиенко В. В. Основы методики прогноза миграции населення на перспективу/Сб. трудов Всесоюзного симпозиума по народонаселенню 24-26 ноября 1966 г. Москва, 1966. В соавторстве.
15. Онікієнко В. В. Актуальні проблеми народонаселення України/ Журнал «Наука і суспільство», Київ, 1966. У співавторстві.
16. Оникиенко В. В. Важнейшие проблемы рационального использования трудовых ресурсов Украинской ССР/ В сб. «Проблемы использования трудовых ресурсов УССР», Т. 2, Издание НИИ труда Госкомитета CM СССР по вопросам труда и заработной платы и Совета по изучению производительных сил УССР Госплана УССР, Москва-Львов, 1966. В соавторстве.
17. Оникиенко В. В. Территориальная организация социалистического производства и проблема оптимальной занятости населення / В сб. «Актуальные вопросн территориально-демографического прогнозирования размещения населення и трудовых ресурсов» Киев, СОПС УССР АН УССР и ВЦ Госплана УССР, 1966.
18. Актуальные проблеми миграции населення Украинской ССР / Сб. Материалы межвузовского научного совещания по проблемам размещения и передвижения (миграции) населення и трудових ресурсов, РИНХ. Ростов-на-Дону, 1967. В соавторстве.
19. Оникиенко В. В. Вопросы методологии расчетов механического прироста городского населення и сальдо миграции за 1959—1964 гг. Методические вопросы расчетов сальдо миграции сельского населення за 1959—1964 гг./ Создание экономико-математического ал-горитма, блока миграции и определение сальдо миграции на перспективу 1966—1970 гг., СОПС УССР АН УССР, ДСП Киев, 1967. В соавторстве.
20. О роли населення и трудовых ресурсов в формировании дробных территориально-производственных комплексов и некоторые вопросы методики исследований / Сб. материалов научной конференции Географического общества Латвийской ССР и Латвийского Госуниверситетаим. П. Стучки, Рига, 1967. В соавторстве.
21. Особенности формирования населення и трудовых ресурсов Донецко-Приднепровского экономического района / Сб. «Природные и трудовые ресурсы Левобережной Украины и их исследование», ХГУ, Харьков, 1967. В соавторстве.
22. Проблема рационального использования трудовых ресурсов в Юго-Западном экономическом районе и место Карпатских областей в ее решении / Сб. «Основные проблеми изучения и использования производительных сил Украинских Карпат», «Каменяр», Львов,
23. Региональные особенности использования сельских трудових ресурсов украинских Карпат / Сб. «Основные проблеми изучения и использования производительных сил Украинских Карпат». «Каменяр», Львов, 1967. В соавторстве.
24. Региональные особенности механического движения населення в Украинской ССР / Сб. «Материалы межвузовского научного совещания по проблемам размещения и передвижения, миграции населення и трудових ресурсов», РИНХ, Ростов-на-Дону, 1967. В соавторстве.
25. Актуальные вопросы рационального использования трудовых ресурсов Донецко-Приднепровского экономического района / Сб. «Природные и трудовые ресурси левобережной Украины и их использование», изд-во ХГУ, Харьков, 1967. В соавторстве.
26. Оникиенко В. В. Анализ базовой структуры и размещения трудовых ресурсов / Сб. «Модели краткосрочного и среднесрочного прогнозирования численности и возрастно-половой структуры населения крупных и средних городов», Изд-во ВЦ Госплана УССР. Випуск 18,1968.
27. Онікієнко В. В. Населення і трудові ресурси Української РСР / 36. «Розміщення продуктивних сил Української РСР», «Наукова думка», Київ, 1968.
28. Оникиенко В. В. Об экономико-географическом аспекте изучения демографических процессов воспроизводства населення / Международный симпозиум по вопросам воспроизводства населе¬ння. Варна. Народная Республика Болгарин, 1968.
29. Онікієнко В. В. Трудові ресурси малих та середніх міст Української РСР і питання їх раціонального використання / Республіканський міжвідомчий збірник «Економічна географія». Вип 4, КДУ. Київ, 1968. У співавторстві.
30. Оникиенко В. В. Об основних закономерностях миграции населення в Украинской ССР / Материалы межведомственного совещания по географии населення. Вип 2, Москва, 1968. В соавторстве.
31. Оникиенко В. В. Тенденция миграционных процессов в Украинской ССР / Сб. «Модели краткосрочного и среднесрочного прогнозирования численности и возрастно-половой структуры населеления крупных и средних городв». Вып. 18 ВЦ Госплана УССР, 1968.
32. Экономические основы моделирования промышленных районов / Сб. «Методические проблемы моделирования и проектирования территориальных автоматизированных систем планирования», Киев, 1968. В соавторстве.
33. Место населення и трудовых ресурсов в макромодели народного хозяйства (на примере Украинской ССР) / Сб. «Вторая республиканская научная конференция по проблемам использования трудовых ресурсов Украинской ССР», СОПС УССР АН УССР, Киев, 1969. В соавторстве.
34. О характере демографической ситуации в сельской местности Украинской ССР/ Сб. «Вторая республиканская научная конференция по проблемам использования трудових ресурсов Украинской ССР», СОПС УССР АН УССР, Киев, 1969. В соавторстве.
35. Методика определения трудовых возможностей населения для целей районирования территории / Сб. «Использование трудовых ресурсов в народном хозяйстве», т. 2, ИЗ Лит. ССР и ГК CM Лит. ССР по использованию трудовых ресурсов, Вильнюс, 1970. В соавторстве.
36. Миграция в экономических районах УССР / Сб. «Проблеми миграции населення и трудових ресурсов», Статистика, Москва, 1970. В соавторстве.
37. Онікієнко В. В. Деякі підсумки дослідження міграції населення УРСР з застосуванням економіко-математичних методів і ЕОМ / Зб. «Застосування економіко-математичних методів і обчислювальної техніки у плануванні трудових ресурсів, освіти і в демографічному прогнозуванні», ОЦ Держплану УССР, Київ, 1971. У співавторстві.
38. Оникиенко В. В. Некоторые модели и методы прогнозирования населення и трудовых ресурсов в подсистеме «Труд и кадры» / Сб. «Разработка автоматизированной системы плановых расчетов в союзной республике» ВЦ ГоспланаУССР, Киев, 1971. В соавторстве.
39. Оникиенко В. В. Прогноз численности населення и трудовых ресурсов УССР до 2000 г. / Сб. «Прогнозирование развития энергетики УССР», СОПС УССР АН УССР, 1971. В соавторстве.
40. Оникиенко В. В. Некоторые вопросы методологии и методики районирования территории по признакам количественной и качественной оценки их населення / Сб. «Актуальные вопросы территориально-демографического прогнозирования и анализов размещения населення и трудовых ресурсов» СОПС УССР АН УССР и ВЦ ГоспланаУССР, 1971
41. Текучесть рабочей сили на промышленных предприятиях и пути ее регулирования / Сб. «Актуальные вопросы территориально-демографического прогнозирования и анализов размещения населення и трудовых ресурсов» СОПС УССР АН УССР и ВЦ Госплана УССР, 1971. В соавторстве.
42. Концепция использования трудових ресурсов в отраслях экономики Украинской ССР на перспективу / СОПС УССР АН УССР, Киев (специздание), 1972. В соавторстве.
43. Оникиенко В. В. Принципы построения демографического прогноза с применением математических методов и ЗВМ / В кн. «Применение математических методов в градостроительстве» (в помощь проектировщику-градостроителю). Вып. 8, Киев, 1972. В соавторстве.
44. Перспективная демографическая ситуация в сельской местности УССР на основе долгосрочного прогноза / Проблеми повышения зффективности использования трудових ресурсов в сельском хозяйстве УССР. Материалы республиканской научной конференции. Секция 1. УкрНИИНТИ. Полтава, 1972. В соавторстве.
45. Оникиенко В. В. Население и трудовые ресурсы / Схема развития и размещения производительных сил УССР на период 1971—1980 гг. СОПС УССР АН УССР. Киев, 1972. В соавторстве.
46. Оникиенко В. В. Население и трудовые ресурсы УССР (экономико-статистический очерк) / Монография. СОПС УССР АН УССР И ВЦ Госплана УССР УкрНИИНТИ, 1973
47. Оникиенко В. В. Комплексное исследование миграционных процессов. Анализ миграций населення УССР / Монография. Издательство «Статистика», Москва, 1973. В соавторстве.
48. Оникиенко В. В. Техническое задание на проектирование сводной подсистемы «Труд и кадры» республиканской «АСПР» ДСП / ВЦ Госплана УССР, Киев, 1973. В соавторстве.
49. Онікієнко В. В. Географія міграції населення УРСР / Зб. «Економічна географія». Міжвідомчий збірник. Вип. 14, Київ, 1973. У співавторстві.
50. Оникиенко В. В. Основные принципы и методы разработки автоматизированной подсистемы региональных расчетов плана по труду и кадрам / ВЦ Госплана УССР, Киев, 1974. В соавторстве.
51. Оникиенко В. В. Концепция использования трудових ресурсов в отраслях и сферах экономики УССР на перспективу/ УкрНИИНТИ, Киев, 1975.
52. Оникиенко В. В. Методические указания к составлению баланса трудовых ресурсов административного района (сельская местность) / Гос. Комитет CM УССР по использованию трудовых ресурсов. Киев, 1975. В соавторстве.
53. Оникиенко В. В. Методические рекомендации к составлению баланса трудовиых ресурсов города / Госкомитет CM УССР по использованию трудовых ресурсов, СОПС УССР АН УССР. Киев, 1975. В соавторстве.
54. Оникиенко В. В. Методические рекомендации к изучению и прогнозированию трудовых ресурсов / УкрНИИНТИ, Киев, 1975.
55. Оникиенко В. В. Территориальная организация общественного производства и проблема зффективного использования трудових ресурсов / Сб. «Проблемы использования трудовых ресурсов». СОПС УССР АН УССР, Киев, 1975.
56. Оникиенко В. В. О территориальной мобильности трудовых ресурсов/ Сб. «Проблемы использования трудовых ресурсов». СОПС УССР АНУССР, Киев, 1975. В соавторстве.
57. Оникиенко В. В. Население и трудовые ресурсы/ В кн. «Прогноз развития и размещения производительных сил Украинской ССР на период 1976—1990.» СОПС УССР АН УССР. Киев, 1975. В соавторстве.
58. Оникиенко В. В. Вопросы методики виявления резервов труда в сельском хозяйстве / на примере Украинской ССР / Сб. «Проблемы региональной зкономики» СОПС УССР АН УССР. Киев, 1976. В соавторстве.
59. Оникиенко В. В. Балансы трудовых ресурсов УССР /1970-1980 / Монографическое исследование. СОПС УССР АН УССР. Киев, 1976. В соавторстве.
60. Оникиенко В. В. Сдвиги в формировании занятости и использовании трудовых ресурсов / Сб. «Структурные сдвиги в развитии и размещении производительных сил в Украинской ССР в девятой пятилетке», СОПС УССР АН УССР. Киев, 1976. В соавторстве.
61. Оникиенко В. В. Актуальные вопросы территориальной организации трудовых ресурсов в условиях развитого социалистического общества / Сб. «Социально-экономические проблемы повышения зффективности использования трудовых ресурсов» Вып. 2. Отв. ред. В. В. Оникиенко. Госкомтруд CM УССР, СОПС УССР АН УССР. Киев, 1977. В соавторстве.
62. Оникиенко В. В. Население и трудовые ресурсы / Сб. «Экономическое и социальное развитие г. Києва /1976-1980/. „Наукова думка“. Киев, 1977. В соавторстве.
63. Оникиенко В. В. Современная демографическая ситуация, тенденции воспроизводства населення и трудовых ресурсов на перспективу, мероприятия демографической политики / Комплексная программа научно-технического прогресса и его социально-экономические исследования на перспективу. Т. 19. Демография, рациональное использование трудовых ресурсов. ГКНТ СССР, г. Москва, 1977. В соавторстве.
64. Сущность и содержание процесса управлення трудовыми ресурсами / Сб. „Социально-экономические проблемы повышения эффективности использования трудовых ресурсов“ Вып. 2. Отв. ред. В. В. Оникиенко Госкомтруд CM УССР, СОПС УССР АН УССР. Киев, 1977. В соавторстве.
65. Оникиенко В. В. Проблемы занятости и использования трудовых ресурсов в сельском хозяйстве УССР / Сб. „Социально-экономические проблемы повышения зффективности использования трудовых ресурсов“ Вып. 2. Отв. ред. В. В. Оникиенко Госкомтруд CM УССР, СОПС УССР АН УССР. Киев, 1977. В соавторстве.
66. Оникиенко В. В. Проблемы повышения зффективности использования трудовых ресурсов в общественном производстве областей По-долья / Сб. „Пути зффективного использования трудових ресурсов Хмельницкой области“. Облиздат, Хмельницкий, 1977.
67. Оникиенко В. В. Население и трудовые ресурсы / В кн. „Схема развития и размещения производительных сил Украинской ССР на период до 1990 г.“ СОПС УССР АН УССР. Киев, 1977. В соавторстве.
68. Оникиенко В. В. Современная демографическая ситуация, тенденции воспроизводства населения и трудовых ресурсов на перспективу УССР / В кн. „Комплексная программа научно-технического прогресса и его социально-экономическое исследование на перспективу“ Том 9. ГКНТ СССР, Москва, 1977. В соавторстве.
69. Оникиенко В. В. Комплексная программа социально-экономических мероприятий по повышению экономической эффективности использования трудовых ресурсов Хмельницкой области на 1976—1980 / СОПС УССР, Облиздат, г. Хмельницкий, 1978. В соавторстве.
70. Оникиенко В. В. Прогноз численности и структуры населення УССР. Формирование и территориально-отраслевое распределение трудовых ресурсов. Прогноз потребности народного хозяйства УССР в квалифицированной рабочей силе и кадрах. Основные на-правления совершенствования демографической политики и управлення трудовыми ресурсами / В кн. „Схема развития и размещения производительных сил Украинской ССР на период до 1990 г.“. СОПС УССР АН УССР. Киев, 1978. В соавторстве.
71. Оникиенко В. В. Вопросы методологии и методики исследования трудовых ресурсов: [монография] / В. В. Оникиенко. — К.: Наукова думка, 1978.
72. Оникиенко В. В. Методические указания к составлению комплексных програм и социально-экономических мероприятий по повышению эффективности использования трудовых ресурсов областей. Научно-методическое руководство В. В. Оникиенко и В. К. Шокуна / Сб. „Актуальные вопросы повышения эффективности использования трудовых ресурсов Николаевской области“. Госкомитет CM УССР по труду СОПС УССР АН УССР. Киев, 1978. В соавторстве.
73. Оникиенко В. В. Проблемы территориальной организации трудовых ресурсов / Сб. „Проблемы территориальной организации трудовых ресурсов“. СОПС УССР АН УССР. Киев, 1978. В соавторстве.
74. Оникиенко В. В. Вопросы регионального планирования повышения зффективности использования трудовых ресурсов / Сб. „Актуальные вопросы повышения зффективности использования трудовых ресурсов Николаевской области“. Госкомитет CM УССР по труду СОПС УССР АН УССР. Киев, 1979. В соавторстве.
75. Оникиенко В. В. Проблемы повышения эффективности использования трудовых ресурсов сельскохозяйственного производства УССР / Сб. „Актуальные вопросы повышения зффективности использования трудовых ресурсов Николаевской области“ СОПС УССР АН УССР. Киев, 1979.
76. Оникиенко В. В. Основные направления совершенствования управлення трудовыми ресурсами в сельской местности / Сб. „Социально-зкономические проблеми использования трудовых ресурсов в сельском хозяйстве“ /Материалы Научно-практической конф. Полтава, май 1979 г. /Вып. 6. СОПС УССР АН УССР, Госкомтруд. Киев, 1979.
77. Оникиенко В. В. Урбанизация как фактор совершенствования территориальной организации трудовых ресурсов / Доклад на IV советско-польском семинаре по проблемам урбанизации. АН СССР, АН УССР. Москва-Киев, сентябрь 1979 г.
78. никиенко В. В. Основные направления совершенствования управлення трудовыми ресурсами в сельской местности / Сб. „Социально-экономические проблемы использования трудовых ресурсов в сельском хозяйстве“ / Материалы научно-практической конф. Полтава, май 1979 г. /Вып. 6. СОПС У ССР АНУ ССР, Госкомтруд. Киев, 1979.
79. ОникиенкоВ. В. Комплексная программа социально-экономических мероприятий по повышению экономической зффективности использования трудовых ресурсов Волынской обл. на 1978—1980 гг. / „Наукова думка“. Киев, 1979. В соавторстве.
80. ОникиенкоВ. В. Комплексная программа социально-зкономических мероприятий по повышению экономической эффективности использования трудовых ресурсов Николаевской обл. на 1979—1980 гг. / Облполиграфиздат, г. Николаев, 1979. В соавторстве.
81. Оникиенко В. В. Определение обеспеченности сельского хозяйства трудовыми ресурсами / Методические указания. СОПС УССР АН УССР, Госкомтруд УССР. Киев, 1979. В соавторстве.
82. Оникиенко В. В. Текучесть рабочих кадров в народном хозяйстве Украинской ССР, ее причины и пути сокращения / СОПС УССР АН УССР. Киев, 1980. В соавторстве.
83. ОникиенкоВ. В. Комплексная программа социально-зкономических мероприятий по повишению зкономической эффективности использования трудових ресурсов. Типовые методические рекомендации (под научно-методическим руководством В. В. Оникиенко) / УкрНИИНТИ Госплана УССР. Киев, 1980. В соавторстве.
84. Оникиенко В. В. Составление и анализ балансов трудовых ресурсов города / В. В. Оникиенко // Госкомтруд УССР, СОПС УССР АН УССР. — К., 1980. В соавторстве.
85. Онікієнко В. В. Праця в сільському господарстві (соціально-економічний аспект)/„Знание“. Київ, 1980.
86. Оникиенко В. В. Методические рекомендации по разработке целевой комплексной программн повышения эффективности использования трудовых ресурсов предприятия (организации), района, города Волынской обл. на 1981—1985 гг./ Облиздат г. Луцк, 1980. В соавторстве.
87. Оникиенко В. В. Влияние научно-технического прогресса на характер и содержание труда. Основные направления изменения характера и содержания труда под воздействием научно-технического прогресса. Совершенствование профессионально-квалификационной структуры в условиях научно-технической революции / В кн. „Комплексная программа научно-технического прогресса и его социально-экономических последствий по УССР на пер. до 2000 г.“ Раздел 4, гл. 1». Наукова думка". Киев, 1980. В соавторстве.
88. Использование рабочей сили: комплексное решение проблеми / Вестник Академии наук Украинской ССР. Вип. 9, Киев, 1980. В соавторстве.
89. Оникиенко В. В. Опыт Хмельницкой области по улучшению использования трудовых ресурсов / УкрНИИНТИ Госплана УССР. Киев, 1980. В соавторстве.
90. Оникиенко В. В. Методические рекомендации по разработке баланса трудовых ресурсов сельского административного района / СОПС УССР АН УССР. Киев, 1981. В соавторстве.
91. Оникиенко В. В. Методические рекомендации по составлению планового баланса трудовых ресурсов области / СОПС УССР АН УССР. Киев, 1981. В соавторстве.
92. Оникиенко В. В. Методические рекомендации по разработке целевой комплексной программы повышения зффективности использования трудовых ресурсов области на 1981—1985 г. (под научно-методическим руководством В. В. Оникиенко) / УкрНИИНТИ Госплана УССР. г. Киев, 1981. В соавторстве.
93. Методические рекомендации по разработке целевой комплексной программы повышения эффективности использования трудовых ресурсов (міністерства, ведомства) на 1981—1985 гг. / УкрНИИНТИ Госплана УССР. Киев, 1981. В соавторстве.
94. Оникиенко В. В. Место региональных комплексных програмы повышения эффективности использования трудовых ресурсов в системе народнохозяйственных планов / СОПС УССР АН УССР и Географического общества СССР АН СССР, Киев, 1981. В соавторстве.
95. Оникиенко В. В. Комплексная система управления кадрами производственного объединения (предприятия) в промышленности / Монография Изд. ЛГУ издательского объединения «Высшая школа». Львов, 1981. В соавторстве.
96. Оникиенко В. В. Определение причин и мотивов текучести кадров / Методические рекомендации. Под ред. Оникиенко В. В. СОПС УССР АН УССР, Одесское отделение ИЗ АН УССР. Киев, 1981. В соавторстве.
97. Оникиенко В. В. Выявление резервов повышения эффективности использования трудовых ресурсов региона / Методические рекомендации. СОПС УССР АН УССР. Киев, 1981. В соавторстве.
98. Оникиенко В. В. Особенности демографического развития УССР / Сб. «Региональные особенности производства и миграции населения в СССР» Раздел 2 гл. 1". Наука". Москва, 1981. В соавторстве.
99. Оникиенко В. В. Инструкция по разработке комплексной программы повышения эффективности использования трудовых ресурсов предприятия, (организации) района (города) Киевской области на 1981—1985 гг. Киев, 1981. В соавторстве.
100. Оникиенко В. В. Население и трудовые ресурсы / В монографии «Прогноз социально-экономического и культурного развития Києва до 1990 г.» Изд-во «Наукова думка», Киев, 1981. В соавторстве.
101. Оникиенко В. В. Методические рекомендации по составлению целевой комплексной программы повышения эффективности использования трудових ресурсов в Ивано-Франковской области (разработана под научно-методическим руководством М. И. Долишнего и В. В. Оникиенко) / Оникиенко В. В. Методические рекомендации по составлению целевой комплексной программы повышения зффективности использования трудовых ресурсов в Ивано-Франковской области (разработана под научно-методическим руководством М. И. Долишнего и В. В. Оникиенко), 1981. В соавторстве.
102. Оникиенко В. В. Экономическое обоснование пропорций территориально-отраслевого распределения молодежи в общественном производстве УССР на перспективу / Сб. «Пути повышения эффективности использования труда молодежи в условиях развитого социализма. Республиканская научно-практическая конф. ЦК ЛКСМУ. Внп. 3. „Молодь“. Киев, 1981.
103. Комплексные программы повышения эффективности использования трудовых ресурсов областей в XI пятилетке / Тезиси докладов на научном совещании по проблеме „Формиро-вание и эффективность использования трудовых ресурсов в народном хозяйстве в XI пяти-летке и долгосрочной перспективе“. Госплан и АН Таджикистан ССР, Душанбе, 1981. В соавторстве.
104. Оникиенко В. В. Место региональних комплексных программ повышения эффективности использования трудовых ресурсов в системе народнохозяйственных планов / ГО СССР АН СССР, СОПС УССР АН УССР. Киев, 1981. В соавторстве.
105. Оникиенко В. В. Комплексная программа социально-экономических мероприятий по повыншению эффективности использования трудовых ресурсов Крымской области на 1981—1985 гг. (Программа „Труд“) / Оникиенко В. В. Комплексная программа социально-эко-номических мероприятий по повышению эффективности использования трудовых ресурсов Крымской области на 1981—1985 гг. (Программа „Труд“), 1981. В соавторстве.
106. Оникиенко В. В. Экономическое и социальное развитие Києва (основные направлення) 1981—1990 гг. / Наукова думка». Киев, 1982. В соавторстве.
107. Оникиенко В. В. Целевая комплексная научно-техни-ческая программа повышения эффективности использования трудовых ресурсов УССР «Труд» (задания и этапы программ на 1981—1985 гг.). ДСП / Госплан УССР. Киев, 1982. В соавторстве.
108. Оникиенко В. В. Комплексная программа повышения эффективности использования трудовых ресурсов Николаевской обл. на 1981—1985 гг. (программа «Труд»). ДСП / Облполиграфиздат г. Николаев, 1982. В соавторстве.
109. Оникиенко В. В. Целевая комплексная научно-техническая программа повышения эффективности использования трудовых ресурсов Черновицкой обл. на 1981—1985 гг. (Областная программа «Труд»). ДСП / Облполиграфиздат г. Черновцы., 1982. В соавторстве.
110. Оникиенко В. В. Целевая комплексная научно-техническая программа повышения эффективности использования трудовых ресурсов Волынской обл. на1981-1985 гг. (Региональная программа «Труд»). ДСП / «Наукова думка». Киев, 1982. В соавторстве.
111. Оникиенко В. В. Сдвиги в формировании и использовании трудовых ресурсов / В кн. «Сдвиги в развитии и размещении производительных сил УССР в десятой пятилетке». СОПС УССР АН УССР. Киев, 1982. В соавторстве.
112. Оникиенко В. В. Социально-зкономические основы демографической политики / Сб. «Проблемы демографической политики в социалистическом обществе». Тезиси докладов Всесоюзной научной конференции. Киев, 26-28 октября 1982 г. Вып. 2. СОПС УССР АН УССР, ИСИ АН СССР. Киев, 1982. В соавторстве.
113. Оникиенко В. В. Методические вопросы воспроизводства трудового потенциала / Сб. «Трудовой потенциал регионов УССР». СОПС УССР АН УССР. Киев, 1982.
114. Оникиенко В. В. Проблемы методического обеспечения региональних программ «Труд» / Сб. "Методология, методика и практика разработки целевых комплексных программ /Тезиси докладов республиканской научной конференции. Ч. 1. УкрНИИНТИ Госплан УССР. Киев, 1982.
115. Экономическое и социальное развитие Радянского района г. Киева в XI пятилетке / СОПС УССР АН УССР. Киев, 1982. В соавторстве.
116. Оникиенко В. В. Целевая программа повышения эффективности использования трудовых ресурсов. ДСП. Целевая комплексная программа «Труд» Черкасской обл. На 1981—1985 гг. Часть 2. / Облполиграфиздат г. Черкассы. В соавторстве.
117. Население, трудовые ресурсы и их рациональное использование. ДСП / "Комплексная программа научно-технического прогресса СССР на 1986—2005 гг. Часть 2. /по пятилетиям/ ВИНИТИ. — Москва, 1982. В соавторстве.
118. Оникиенко В. В. Население, трудовые ресурсы и охрана труда. / В кн. «Комплексная программа научно-технического прогресса СССР на 1986—2005 гг./по пятилетиям/» Проблемный раздел 3.3. УССР ВИНИТИ. Москва, 1983. В соавторстве.
119. Оникиенко В. В. Программно-целевое управление воспроизводством трудовых ресурсов / Монография «Наукова думка». Киев, 1983. В соавторстве.
120. Оникиенко В. В. Методические рекомендации по организации учета и планирования количества рабочих мест в промышленности и строительстве / УкрВИНИТИ. Киев, 1983. В соавторстве.
121. Оникиенко В. В. Методические рекомендации по разработке региональной целевой комплексной программы «Труд» / УкрВИНИТИ. Киев, 1983. В соавторстве.
122. Оникиенко В. В. Воспроизводство трудовых ресурсов / Монография «Наукова думка». Киев, 1984. В соавторстве.
123. Население и трудовые ресурсы. / Схема развития и размещения производительных сил УССР на период до 2000 г. ДСП. СОПС УССР АН УССР. — Киев, 1984. В соавторстве.
124. Оникиенко В. В. Население, трудовые ресурсы и их рациональное использование / В кн. «Комплексная программа научно-технического прогресса и его социально-экономические последствия на период до 2000 г. по УССР.» «Наукова думка». — Киев, 1984. В соавторстве.
125. Оникиенко В. В. Раздел «Население и трудовые ресурсы» в учебном пособии Экономическая география Украинской ССР. / Монография «Вища школа». Киев, 1984. В соавторстве.
126. Онікієнко В. В. Особливості сучасних демографічних процесів в УРСР — Київ, 1984. У співавторстві.
127. Оникиенко В. В. Методические рекомендации по созданию автоматизированной системи контроля за ходом выполнения региональной программы «Труд». — СОПС УССР АН УССР. Киев, 1984. В соавторстве.
128. Оникиенко В. В. Трудовая активность пенсионеров / Монография «Наукова думка». Киев, 1984. В соавторстве.
129. Оникиенко В. В. Актуальные проблемы повышения эффективности трудового потенциала. / Тезиси доклада, ч. 1 ЗНИИ Госплана УССР Киев, 1984.
130. Онікієнко В. В. Методологічні питання вдосконалення механізму управління трудовими ресурсами // Вісник АН УССР Випуск 9. Київ, 1985.
131. Оникиенко В. В. Методологические проблемы сбалансированности трудового и производственного потенциала / Сб. «Сбалансированность трудового и производственного потенциала» СОПС УССР АН УССР. Киев, 1985.
132. Оникиенко В. В. Рекомендации по повышению резервов труда и определению уровня обеспеченности сельского района трудовыми ресурсами / Методологические указания. СОПС УССР АН УССР. Киев, 1985. В соавторстве.
133. Оникиенко В. В. Рекомендации по выявлению резервов повышения эффективности труда и обеспечения потребности города в трудовых ресурсах / Методические указания. СОПС УССР АН УССР. Киев, 1985. В соавторстве.
134. Оникиенко В. В. Население и трудовые ресурсы / В кн. «Анализ развития и размещения производительных сил УССР в одиннадцатой пятилетке.» Ч. 1. «Структурные сдвиги» СОПС УССР АН УССР. Киев, 1985. В соавторстве.
135. Проблемы аттестации рабочих мест и совершенствование хозяйственного механизма. / Тезисы доклада Сб. Днепропетровского госуниверситета Облполиграфиздат, г. Днепропетровск, 1985. В соавторстве.
136. Трудовые ресурсы: проблемы сбалансированного распределения. / Монография. «Наукова думка». Киев, 1986. В соавторстве.
137. Онікієнко В. В. Трудовий потенціал Української РСР, програмно-цільове управління // Вісник АН УРСР. Вип. 1, Київ, 1986. У співавторстві.
138. Оникиенко В. В. Целевая комплексная республиканская научно-техническая программа «Труд» на 1986—1990 гг. — УкрНИИНТИ. Киев, 1986. В соавторстве.
139. К вопросу о подготовке женских национальных кадров, специалистов для ведущих отраслей народного хазяйства // Сб. "Актуальные вопросы развития народонаселення в высокотрудо-обеспеченных регионах в свете решений XXVII съезда КПСС. /Тезисы докладов и выступлений на всесоюзном совещании по трудовым ресурсам республик Среднеазиатского региона 23-24 апреля 1986 г. Самарканд, 1986. В соавторстве.
140. Особенности обеспечения полной занятости населення УССР в условиях интенсификации экономики // Сб. "Материалы всесоюзной научно-практической конференции «Трудовой потенциал Советского общества». Суздаль, 1987. В соавторстве.
141. Оникиенко В. В. Региональные особенности городского расселения Украинской ССР: методология и методика изучения // Материалы VI Советско-польского семинара по проблемам урбанизации СОПС УССР АН УССР. Киев, 1987. В соавторстве.
142. Оникиенко В. В. Основные направления повышения эффективности использования производственных мощностей и трудовых ресурсов в Украинской ССР (Опыт комплексного исследования). / Научньш доклад. ДСП. Руководитель авторского коллектива С. И. Дорогунцов. СОПС УССР АН УССР. Киев, 1987. В соавторстве.
143. Оникиенко В. В. Социалистический город как объект исследования и управлення. / Материалы конференции. Ленинград, 1988.
144. Оникиенко В. В. Трудоресурсные факторы экономического и социального развития Украинской ССР на период до 2000 г. // Сб. Прогноз развития важнейших межотраслевых комплексов и обеспеченности потребностей н/х УССР некоторыми ресурсами на период до 2000 г. «Наукова думка». Киев, 1988. В соавторстве.
145. Оникиенко В. В. Концептуальные основы перестройки социальных параметров труда // Сб. материалов республиканской научно-практической конференции «Социальные проблемы труда». Хмельницкий,1989
146. Оникиенко В. В. Воздействие демографической политики на воспроизводство трудовых ресурсов // Сб. материалов Всесоюзной научно-практической конференции «Диалектика, перестройка, человек» 16-19 мая 1989 г. VI сб. тезисов докладов по секции: Демография, труд, коллектив. Минск, 1989.
147. Оникиенко В. В. Совершенствование территориальной организации трудовых ресурсов / В. В. Оникиенко, М. В. ІПаленко. — К.: Наукова думка, 1989. — 193 с.
148. Экономическая реформан новое содержание механизма формирования занятости // Сб. «Теория и практика перестройки хозяйственного механизма». Тезисы докладов Всесоюзной научной конференции. МГУ. Москва, 1990. В соавторстве.
149. Оникиенко В. В. Основные направления развития рынка труда на Украине и формирование механизма регулирования занятости // Зб. наук. пр. «Рынок труда и проблемы социальной защищенности населения Украйны». Доклады и тезисы виступлений на республиканской научно-практической конференции г. Черновцы 8-11 октября 1991 г. Вып. 2. Минтруд Украины. СОПС Украины АН Украины. Черновицкий госуниверситет. Киев, 1991.
150. Оникиенко В. В. Территориальный прогноз основных параметров рынка труда и занятости трудовых ресурсов Украины в 1992—2005 гг. // Академия наук Украины. Министерство труда Украины. Научно-исследовательский центр по проблемам занятости и рынка труда, 1992. В соавторстве.
151. Оникиенко В. В. Проблемы занятости молодежи на Украине и разработка социально-экономического механизма ее защиты от безработицы / В. В. Оникиенко // Молодежь Украины: состояние, проблеми, пути решения: сб. науч. трудов. — К.: Укр. НИИ проблем молодежи, 1992. — С. 16-21. В соавторстве.
152. Оникиенко В. В. Прогнозная оценка масштабов и путей преодоления отрицательных социально-экономических последствий безработицы среди молодежи в 1991—1992 гг. // Зб. наук. пр. «Молодёжь Украины. Состояние, проблемы, пути решения». Научные публикации Украинского НИИ проблем молодежи. Киев, 1992. В соавторстве.
153. Оникиенко В. В. Сущность рьшка труда и условия регулирования занятости // Зб. наук. пр. международного научно-практического симпозиума 18-20 сентября 1991 г. Киевский центр «Рынок». УкрИНТЗИ. К., 1992.
154. Оникиенко В. В. и др. Экономическая ситуация и занятость населения в Украине. / Монография. Издательство: НЦ ЗРТ НАН и Минтруда Украины, Киев, 1992. В соавторстве.
155. Оникиенко В. В. Методические рекомендации по разработке программы занятости населення города областного подчинения, сельского административного района. Издательство: НЦ ЗРТ НАН и Минтруда Украины, Киев, 1992. В соавторстве.
156. Оникиенко В. В. Мониторинг занятости населения и формирования рынка труда Украины /Вопросы методологии и методики / Издательство: НЦ ЗРТ НАН и Минтруда Украйни, Киев, 1992. В соавторстве.
157. Оникиенко В. В. Методические рекомендации по разработке территориальных программ занятости населения (Республики Крым, областей, городов Києва и Севастополя). Издательство: НЦ ЗРТ НАН Украйни и Минтруд Украины, Киев, 1993. В соавторстве.
158. Онікієнко В. В. Соціально-ринкова політика стимулювання попыту на робочу силу // Зб. наук. пр. "Проблеми трудозбереження і соціального захисту населення України в умовах ринкової економіки. Матеріали науково-практичної конференції 21-22 грудня 1992 р. НЦ ЗРП НАН та Мінпраці України. Київ, 1993. У співавторстві.
159. Онікієнко В. В. Методичні рекомендації по розрахунку балансу національного ринку праці. Видавництво: НЦ ЗРТ НАН та Мінпраці України. Київ, 1994. У співавторстві.
160. Оникиенко В. В. и др. Конверсия, рынок, труд / Монография. Издательство: НЦ ЗРТ НАН и Минтруд Украины. Киев, 1994. В соавторстве.
161. Онікієнко В. В. Методичні, рекомендації щодо розробки програм зайнятості територіальних та базового рівнів. — Видавництво: НЦ ЗРТ НАН та Мінпраці України. Київ, 1994. У співавторстві.
162. Оникиенко В. В. Типовые методические рекомендации прогнозирования профессионально-должностной структуры кадров в условиях рыочной экономики / К.: НЦЗРТ, 1994. В соавторстве.
163. Онікієнко В. В. Методологічні питання дослідження відтворення трудових ресурсів регіону // Міжвідомчий науковий збірник НАН та Мінпраці України «Зайнятість та ринок праці». Вип. 2. — К.: РВПС України НАН України, 1994.
164. Онікієнко В. В. Методичні підходи до централізованого збору, системної обробки інформації та багатоцільового використання результатів соціологічного дослідження / К.: НЦЗРП, 1995. У співавторстві.
165. Онікієнко В. В. Самозайнятість населення: процес формування та деякі проблеми // Міжвідомчий науковий збірник НАН та Мінпраці України «Зайнятість та ринок праці». Вип. 3. — К.: РВПС України НАН України, 1995.
166. Онікієнко В. В. Проблеми та перспективи молоді на ринку праці України / В. В. Оникиенко // Зайнятість та ринок праці. — 1996. — Вип. 4. — С. 6-14.
167. Структура зайнятості в агропромисловому комплексі України: динаміка і проблеми формування. — К.: НЦЗРП, 1996. У співавторстві.
168. Онікієнко В. В. Реалії та перспективи національного ринку праці // Міжвідомчий науковий збірник НАН та Мінпраці України «Зайнятість та ринок праці». Вип. 5 — К.: РВПС України НАН України, 1996. У співавторстві.
169. Онікієнко В. В. Державне регулювання трудових міграцій: механізм та інформаційне забезпечення. / Монографія. Видавництво: НЦ ЗРТ НАН та Мінпраці України. Київ, 1996. У співавторстві.
170. Онікієнко В. В. та інші. Маргіналізація населення України. / Монографія. Під заг. ред. В. В. Онікієнка. Видавництво: НЦ ЗРТ НАН та Мінпраці України. Київ, 1997. У співавторстві.
171. Онікієнко В. В. Методика аналізу вторинної зайнятості молоді на ринку праці // Зб. наук. пр. «Молодь України: стан, проблеми, шляхи розв'язання» Вип. 6. «Столиця». Київ, 1997. У співавторстві.
172. Онікієнко В. В. Деякі проблеми активної політики зайнятості населення на сучасному етапі // «Україна: аспекти праці». Вип. 2. Київ, 1997.
173. Оникиенко В. В. Рынок труда и занятость населения монофункционального города / Издательство: НЦ ЗРТ НАН Украины и Минтруда Украины. Киев, 1997. В соавторстве.
174. Онікієнко В. В. Процеси маргіналізації населення України в умовах економічної кризи // Зайнятість та ринок праці. Вип. 6- К.: РВПС України НАН України, 1998.
175. Онікієнко В. В. Деякі проблеми фактичної економічної нерівності жінок на ринку праці України // Зб. наукових статей «Сучасні проблеми жінок на ринку праці та шляхи їх вирішення». Міністерство у справах сім'ї, молоді та спорту України, Укр. ін-т соціальних досліджень, Міжнародне бюро праці. — К.: «Столиця», 1998.
176. Онікієнко В. В. Основні тенденції формування трудових ресурсів і зайнятості населення України в довготривалій перспективі // Міжвідомчий науковий збірник НАН України і Мінпраці та соціальної політики України «Зайнятість та ринок праці». Вип. 8. — К.: РВПС України НАН України, 1998.
177. Онікієнко В. В. та інші. Трудові ресурси, зайнятість, ринок праці // Зб. наук. пр. Україна: прогноз розвитку продуктивних сил: 2 т./ НАН України; Рада по вивченню продуктивних сил України / за редакцією С. І. Дорогунцова. — К., 1998. У співавторстві.
178. Онікієнко В. В. Структурна трансформація економіки та ринку праці України: тенденції, соціальні наслідки, перспективи (розділи 6, 7, 9) / Монографія. Інститут підготовки кадрів Державної служби зайнятості України; РВПС України НАН України. — К., 1999. У співавторстві.
179. Онікієнко В. В. та інші. Трудові ресурси / Монографія. Перспективи економічного розвитку України: проблеми, пошук, впровадження/ / НАН України; Рада по вивченню продуктивних сил України / за редакцією С. І. Дорогунцова. — К., 1999. У співавторстві.
180. Онікієнко В. В. Трудові ресурси, зайнятість та ринок праці // Зб. наук. пр. Продуктивні сили України: аналіз і короткостроковий прогноз розвитку. В 2 т. / НАН України; Рада по вивченню продуктивних сил України / за редакцією С. І. Дорогунцова. — К., 1999. У співавторстві.
181. Онікієнко В. В. Моделювання процесу економічного розвитку з врахуванням впливу базових галузей промисловості на ринок праці // Міжвідомчий науковий збірник НАН України і Мінпраці та соц. політики України «Зайнятість та ринок праці». Вип. 9. — К.: РВПС України НАН України, 1999.
182. Онікієнко В. В. Соціально-економічні наслідки безробіття в Україні та шляхи його запобігання / Наукове видання НАН України; Рада по вивченню продуктивних сил України. — К., 1999. У співавторстві.
183. 217. Онікієнко В. В. Продуктивна зайнятість: зміст, актуальні проблеми і шляхи досягнення / В. В. Онікієнко, Н. І. Коваленко. — К.: РВПС України НАН України, 1999. — 50 с. У співавторстві. Онікієнко В. В. Соціально-економічні наслідки та шляхи зменшення прихованого безробіття в Україні // Міжвідомчий науковий збірник НАН України та Міністерства праці та соціальної політики «Зайнятість та ринок праці». Вип. 10 — К.: РВПС України НАН України, 1999. У співавторстві.
184. Онікієнко В. В. Ринок праці Львівської області (оцінка і прогноз) / Національна академія наук України. Рада по вивченню продуктивних сил України. Львівський обласний центр зайнятості, 1999. У співавторстві.
185. Онікієнко В. В. «Золоті гори» ринкової економіки, або питання рівня життя населення / Віче, 1999.
186. Онікієнко В. В. Трудові ресурси, зайнятість, ринок праці // Схема (прогноз) розвитку і розміщення продуктивних сил України та її регіонів (областей на тривалу перспективу) / К.: РВПС України НАН України — в 2-х томах, 2000. У співавторстві.
187. Онікієнко В. В. Аналіз стану і прогнозування регіонального ринку праці (методичні рекомендації) / К.: РВПС України НАН України, ЛЦЗ, 2000. У співавторстві.
188. Онікієнко В. В. Стимулювання зайнятості на основі флексибілізації // Міжвідомчий науковий збірник НАН України та Міністерства праці та соціальної політики «Зайнятість та ринок праці» Вип. 11 — К.: РВПС України НАН України, 2000. У співавторстві.
189. Онікієнко В. В. Макрорегіональний аналіз сучасної трудоресурсної ситуації в Україні // Міжвідомчий науковий збірник НАН України та Міністерства праці та соціальної політики «Зайнятість та ринок праці». Вип. 12 — К.: РВПС України НАН України, 2000. У співавторстві.
190. Онікієнко В. В. Методологічні проблеми створення нових робочих місць / В. В. Онікієнко // Соціальні пріоритети ринку праці в умовах структурної модернізації економіки. — 2000. — Т. 1. — С. 210—217.
191. Соціальні пріоритети ринку праці: методологія, практика, шляхи забезпечення / Бандур С. І., Заяць Т. А., Онікієнко В. В., Кучинська О. О., Туранський Ю. П. та ін. — К.: РПВС України НАН України, 2001. — 261с.
192. Онікієнко В. В. Трудові ресурси, формування галузевої структури зайнятості населення та розвиток ринку праці // Методичні рекомендації по розробці схеми (прогнозу) розвитку і розміщення продуктивних сил України та її регіонів (областей) на тривалу перспективу К. РВПС України НАН України, 2001. У співавторстві.
193. Онікієнко В. В. Вплив міжбюджетних відносин на діяльність органів самоврядування по регулюванню зайнятості населення // Зайнятість та ринок праці. Міжвідомчий науковий збірник НАН України Міністерства праці та соціальної політики України — К.: РВПС України НАН України — К.: РВПС України НАН України, 2001. — Вип. 14. — С. 110—121.
194. Онікієнко В. В. Методологічні аспекти проблеми створення нових робочих місць // Наукові доповіді Міжнародної науково-практичної конференції «Соціальні пріоритети ринку праці в умовах структурної модернізації економіки». — К.: Мінпраці та соціальної політики України, РВПС України НАН України, Український інститут соціальних досліджень, 2001. — Т. 1., 2002.
195. Онікієнко В. В. Макрорегіональний аналіз сучасної трудоресурсної ситуації в Україні // Міжвідомчий науковий збірник НАН України та Міністерства праці та соціальної політики «Зайнятість та ринокпраці», Вип. 13 — К.: РВПС України НАН України, 2001. У співавторстві.
196. Онікієнко В. В. Податкова політика в механізмі регулювання ринку праці України // Збірник наукових праць конференції «Бюджетно-податкова політика України (проблеми та перспективи розвитку) 20-21 грудня 2001 p., Ірпінь: АДПСУ, 2001.
197. Онікієнко В. В. Зайнятість та якість життя населення / В. В. Онікієнко // Український соціум: соціологічні дослідження та моніторинг соціальної політики. — 2002. — № 1. — С. 111—121.
198. Онікієнко В. В. Підприємницька діяльність у сфері малого і середнього бізнесу як умова розширення зайнятості населення // Регіональні аспекти розвитку і розміщення продуктивних сил України: Зб. наук.праць. — Тернопіль: „Економічна думка“, 2002. — С.95-100.
199. Герасимчук В. І., Мірошниченко О. В., Онікієнко В. В.. Малий та середній бізнес як сфера зайнятості: методологія, аналіз, проблеми розвитку [За ред. В. В. Онікієнка]. — К.: УІСД, 2002. — 116 с.
200. Онікієнко В. В. Методологія регулювання попиту і пропозиції робочої сили // Зайнятість та ринок праці. Міжвідомчий науковий збір¬ник НАН України Міністерства праці та соціальної політики Украї¬ни — К.: РВПС України НАН України, 2003. — Вип. 18. — С. 7-14.
201. Онікієнко В. В. Методологія державного регулювання соціалізації ринку праці в Україні // Міжвідомчий науковий збірник НАН України та Міністерства праці та соціальної політики „Зайнятість та ринок праці“ — К.: РВПС України НАН України — Вип. 18, 2003. У співавторстві.
202. Онікієнко В. В. Молодіжний ринок праці України: проблеми та шляхи вирішення / В. В. Онікієнко, Л. Г. Ткаченко. — К.: РВПС України НАН України, Український інститут соціальних досліджень, 2003. — 160 с.
203. Онікієнко В. В. Пенсіонери України: проблеми якості життя та шляхи вирішення С. 186—192. // Регіональні аспекти розвитку і розміщення продуктивних сил України: Зб. наук, праць. — Тернопіль: „Економічнадумка“, 2003.
204. Онікієнко В. В. Українські пенсіонери: соціально-демографічна структура та якість життя / „Патріот України“: Довідково-інформаційне видання. — К.: пошуково-видавниче агентство „Книги пам'яті України“, 2004.
205. Онікієнко В. В. Пенсіонери на ринку праці // Соціальний захист: науково-виробничий журнал. — К.: Міністерство праці та соціальної політики України, видавництво „Соцінформ“. — Вип. 1, 2004.
206. Онікієнко В. В. Молодь на ринку праці України / В. В. Онікієнко // Зайнятість та ринок праці. — 2004. — Вип. 19. — С. 82-87.
207. Власенко Н. С., Герасименко Г. В., Лібанова Е. М., Онікієнко В. В.. Людський розвиток в Україні: 2003 рік / Щорічна науково-аналітична доповідь / За ред. Е. М. Лібанової, К.: Ін-т демографії та соціальних досліджень НАН України, Держкомстат України, 2004.
208. Власенко Н. С., Герасименко Г. В., Лібанова Е. М., Онікієнко В. В. Людський розвиток в Україні: 2004 рік / Щорічна науково-аналітична доповідь / К.: Ін-т демографії та соціальних досліджень НАН України, Держкомстат України, 2004.
209. Онікієнко В. В. Методичні засади оцінювання рівня соціалізації ринку праці в Україні / В. В. Онікієнко // Регіональні аспекти розвитку і розміщення продуктивних сил України. Вип. 9. — Тернопіль: Економічна думка, 2004. — С. 11-16.
210. Онікієнко В. В. Удосконалення соціально-трудових відносин як важлива умова забезпечення людського розвитку С. 102—109. // Демографія та соціальна економіка. — 2004. — № 1-2.
211. 246. Онікієнко В. В. Економічна активність молоді України / В. В. Онікієнко // Зайнятість та ринок праці. — 2005. — Вип. 20. — С. 55-63.
212. Онікієнко В. В., Семикіна М. В. Методологічні проблеми оцінки ефективності мотивації конкурентоспроможності у сфері праці // Демографія та соціальна економіка. — 2006. — № 1. — с. 157—165.
213. Онікієнко В. В., Ткаченко Л. Г. Роль системи соціального страхування у фінансуванні людського розвитку» с. 200—230. в "Людський розвиток в Україні: можливості та напрями соціальних інвестицій (колективна науково-аналітична монографія) / за ред. Е. М. Лібанової. — К.: Ін-т демографії та соціальних досліджень НАН України, Держкомстат України, 2006. — 365 с.
214. Онікієнко В. В. Інноваційні фактори зайнятості, с. 427—434. в монографії "Соціальний розвиток України: можливості сучасні трансформації та перспективи / С. І. Бандур, Т. А. Заяць, В. І. Куценко та ін. За заг. ред. д-ра екон. наук, проф., чл.-кор. НАН України Б. М. Данилишина — 2-ге вид. доповн. і переробл. Черкаси: Брама-Україна, 2006. — 620 с.
215. Онікієнко В. В. Пріоритети соціалізації ринку праці в умовах ринкової стабілізації та глобалізації національної економіки України / В. В. Онікієнко // Демографія та соціальна економіка. — 2006. — № 2. — С.101-114.
216. Онікієнко В. В., Ємельяненко Л. М. Проблеми створення національної інноваційної системи: теоретико-методологічний аспект с. 125—133. // Український соціум. Соціологія. Політика. Економіка. — 2006. — № 2 (13).
217. Онікієнко В. В. Інноваційна політика країн Євросоюзу та СНД: проблеми і практика реалізації с. 170—183. // Український соціум. Соціологія. Політика. Економіка. — 2006. — № 3-4.
218. Онікієнко В. В. Інноваційна парадигма соціально-економічного розвитку України / В. В. Онікієнко, Л. М. Ємельяненко, І. В. Терон; за ред. В. В. Онікієнка. — К.: РВПС України НАН України, 2006. — 480 с.
219. Онікієнко В. В. Розвиток ринку праці України: тенденції та перспективи: [монографія] / В. В. Онікієнко, Л. М. Ємельяненко, Л. Г. Ткаченко. — К.: РВПС України НАН України, 2007. — 286 с.
220. Онікієнко В. В. Розвиток національної інноваційної системи на етапі становлення в Україні постіндустріального суспільства / Наукова праця, К.: РВПС НАН України, 2007. У співавторстві.
221. Онікієнко В. В. Концептуальний соціально-економічний та технічний сценарій формування інноваційної політики України // Демографія та соціальна економіка. Науково-економічний та суспільно-політичний журнал, вип. № 1/2007. — К.: Ін-т демографії та соціальних досліджень НАН України, 2007. У співавторстві.
222. Онікієнко В. В. Інваліди України: огляд соціально-економічних проблем // Український соціум. Соціологія, Політика. Економіка. Вип. № 3 (20). — К.: Державна установа «Інститут економіки та прогнозування НАН України». УІСД ім. О. Яременка, 2007.
223. Онікієнко В. В. Інваліди України / Інформаційний соціально-істо¬ричний та аналітичний збірник «Дорога довжиною у 20 років». — К.: Рада організації ветеранів України, 2007.
224. Онікієнко В. В. Люди похилого віку: якість їхнього життя та соціальний захист //Український соціум. Соціологія. Політика. Економіка. Вип. № 4 (21). — К.: Державна установа «Інститут економіки та прогнозування НАН України». УІСД ім. О. Яременка, 2007.
225. Онікієнко В. В. Люди похилого віку в Україні / Інформаційний соціально-історичний та аналітичний збірник «Дорога довжиною у 20 років». — К.: Рада організації ветеранів України, 2007.
226. Онікієнко В. В. Розвиток ринку праці європейського регіону в контексті інтеграційних процесів // Вісник Прикарпатського університету. — Івано-Франківськ. — Вип. V. — серія «Економіка», 2007. У співавторстві.
227. Онікієнко В. В. Соціальне забезпечення дітей війни: проблеми сьогодення // Український соціум. Соціологія. Політика. Економіка. Вип. № 1 (24). — К.: Державна установа «Інститут економіки та прогнозування НАН України». УІСД ім. О. Яременка, 2008.
228. Оникиенко В. В. Обшая ответственность бизнеса и государства за эффективное развитые промышленного потенциала Украины как важнейшее условие роста благосостояния нации / В. В. Оникиенко //Проблема ефективного використання та професійно-технічної підготовки кадрів промислового сектора економіки України: доповіді Міжнар. наук.-практ. конф., м. Київ, 28-29 листопада 2007 p.: у 2 т. — К.: РВПС України НАН України, 2008. Т. 1. — 2008. — С. 46-60.
229. Онікієнко В. В. Кадрове забезпечення легкої промисловості // Міжвідомчий науковий збірник НАН України та Міністерства праці та соціальної політики «Зайнятість та ринок праці», вип. 21. — К.: РВПС України НАН України, 2008.
230. Онікієнко В. В. Розвиток національної інноваційної системи на етапі становлення в Україні постіндустріального суспільства / В. В. Онікієнко, Л. М. Ємельяненко. — К.: РВПС України НАН України, 2008. — 78 с.
231. Онікієнко В. В., Ємельяненко Л. М. Соціальний капітал нації: методологічні проблеми дослідження сфер економічної взаємодії // Український соціум. Вип. № З (ЗО), 2009.
232. Онікієнко В. В., Наумов Д. Ю. Соціально-економічні аспекти державної політики інноваційного розвитку промислового комплексу України // Український соціум. Вип. № 4 (31), 2009.
233. Онікієнко В. В., Наумов Д. Ю. Проблеми технологічного розвитку і кадрового забезпечення металургійного комплексу України // Зайнятість та ринок праці. — Вип. 21-22. — К.: РВПС України НАН України, 2009.
234. Онікієнко В. В., Ємельяненко Л. М. Вплив наслідків фінансово-економічної кризи на ринок праці України // Регіональні аспекти розвитку продуктивних сил України. Вип. 15. — Тернопіль: «Економічна думка», 2010.
235. Онікієнко В. В., Наумов Д. Ю. Розвиток ринку праці провідних галузей промисловості України: сучасні тенденції та довгострокові перспективи // Український соціум. — Вип. № 1 (32), 2010.
236. Онікієнко В. В. Методологія дослідження проблем якості життя населення в контексті взаємодії соціального капіталу та інноваційної економіки / В. В. Онікієнко, Л. М. Ємельяненко // Зайнятість та ринок праці. — 2010. — Вип. 23. — С. 19-48.
237. Онікієнко В. В., Лопух В. С, Крушельницька О. І., Міненко В. Л. та інші / Міграційний обмін України і США: проблеми та перспективи. Матеріали засідання Міжнародного круглого столу 30 червня 2010 p. — К: РВПС України НАН України. — С. 42-47.
238. Онікієнко В. В., Ємельяненко Л. М., Міненко В. Л., Янишівський В. М. «Ефективність досліджень теоретико-методологічних та прикладних проблем розвитку продуктивних сил України» / Наукова праця, К: РВПС України НАН України, 2010.
239. Онікієнко В. В. Промисловий комплекс України: макроекономічна оцінка / В. В. Онікієнко // Український соціум. — 2011. — Вип. № 1 (43). — С. 113—127.
240. Онікієнко В. В. Промисловий комплекс в системі макроекономічних процесів та трансформакції ринку праці України / В. В. Онікієнко // Український соціум. — 2012. — № 4 (43). — С. 101—121.
241. Онікієнко В. В. Ринок праці та соціальний захист населення України: ретроаналіз, проблеми, шляхи вирішення: науково-аналітична монографія / В. В. Онікієнко — К.: Ін-т демографії та соціальних досліджень імені М. В. Птухи НАН України, 2013. — 456 с.